# Tělo (kniha)
Tělo (The Body) je próza od amerického spisovatele Stephena Kinga z roku 1982. V roce 1986 byla zfilmována Robem Reinerem pod názvem Stůj při mně (Stand By Me) s Wilem Wheatonem, Riverem Phoenixem a Coreym Feldmanem v hlavních rolích.

## Obsah
Čtyři chlapci Teddy, Gordon a Chris a Vern se vydávají tajně hledat mrtvolu chlapce Raye Browera, kterého srazil vlak. Dřívější pátrání policie bylo marné. O mrtvole se doslechl Vern od svého darebného bratra. Rodičům řekli, že budou stanovat u Verna na zahradě. Vydávají se na cestu po železniční trati za největšího poledního žáru. Provokují hlídače obecní skládky, který na ně pošle svého divokého psa Choppera, tomu však těsně uniknou. Dále putují po trati, po které už jezdí pouze dlouhé nákladní vlaky. Jdou zkratkou přes most, kde nemají kam uskočit, za nimi jede nákladní vlak a oni ho sotva stihnou přeběhnout.
Gordonovi rodiče se o syna příliš nestarají, je pro ně vzduch. Rodiče trpí ztrátou svého staršího syna - chytrého sportovce Dennise. Chris povzbuzoval Gordieho, aby zapomněl na své méně inteligentní kamarády a nenechal se jimi stáhnout dolů. Měl talent na psaní. Po noci, kdy je vystrašily neznámé zvuky a oni se domnívali, že je to duch Raye Browera, se opět vydali na cestu. V lese je dostihla bouře, našli Raye obaleného brouky a jiným hmyzem. Zároveň s nimi přijela i parta Vernova staršího bratra Billyho. Začali se hádat o právo na mrtvolu, Chris je zastrašil výstřely z otcova revolveru. Po návratu byli chlapci zbiti Billyho partou.
Přátelství chlapců se pomalu rozplynulo, každý se vydal svou cestou.
Vern nedokončil školu, odstěhoval se do New Yorku, kde uhořel po bouřlivém večírku.
Teddyho nevzali do armády kvůli jeho brýlím, nastoupil do práce a opilý se zabil v autě.
Chris se přes nepřízeň osudu a s pomocí Gordona dostal na vysokou školu, kde studoval práva. Měl talent na usmiřování a tak vstoupil do jedné rvačky a skončil s proříznutým hrdlem.
Gordon si na tuto událost vzpomíná jako poměrně úspěšný spisovatel krváků a hororů.